# Beautiful Mess
"Beautiful Mess" is een nummer uitgevoerd door de Bulgaars-Russisch-Kazachse zanger Kristian Kostov. Het nummer werd op 13 maart 2017 als digitale download uitgebracht via Virginia Records. Het nummer vertegenwoordigde Bulgarije op het Eurovisie Songfestival 2017 in Kiev, Oekraïne. In Kiev scoorde Kostov een tweede plaats met het nummer. 

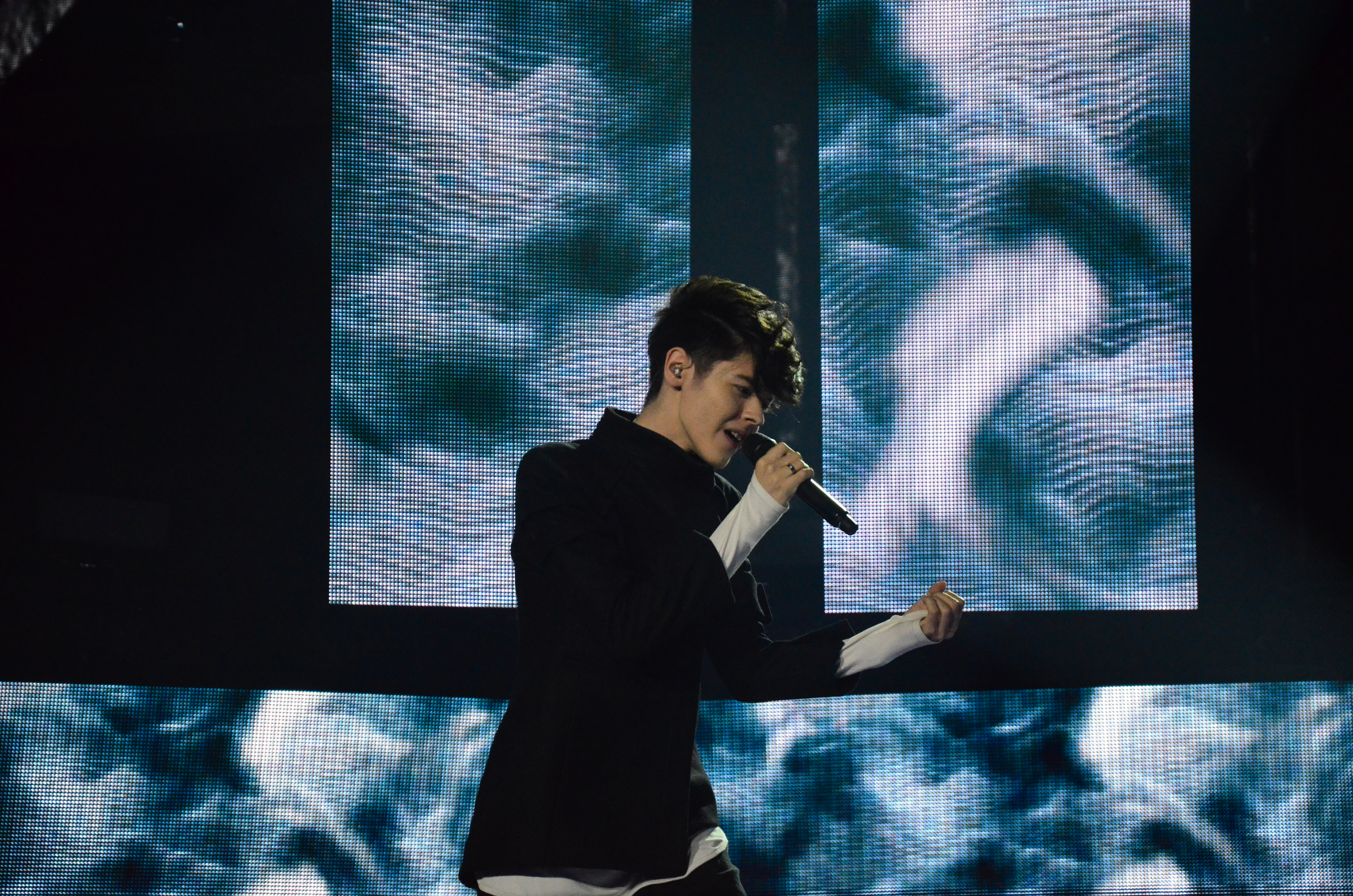
Kristian Kostov zingt "Beautiful Mess" in Kiev.